# 2025 e스포츠 월드컵
2025 e스포츠 월드컵(EWC)은 사우디아라비아의 공공 투자 기금의 자금 지원을 받는 비영리 단체인 E스포츠 월드컵 재단(EWCF)이 운영하는 연례 국제 E스포츠 토너먼트 시리즈인 E스포츠 월드컵의 두 번째 대회이다. 2025년 7월 8일부터 8월 24일까지 사우디아라비아 리야드에서 개최되며, 25개 E스포츠에서 26개 종목이 열린다.
올해 새로 추가된 종목은 온라인 체스, 대전 격투 게임 아랑전설: 시티 오브 더 울브스, 전술 슈팅 게임 크로스파이어와 발로란트, 배틀 로얄 게임 나라카: 블레이드포인트 (클럽 챔피언십 비포함 종목으로)이다. 게임 라인업에는 콜 오브 듀티: 모던 워페어 III와 EA 스포츠 FC 24의 뒤를 이어 각각 콜 오브 듀티: 블랙 옵스 6와 EA 스포츠 FC 25가 포함된다.

## 배경
2024년 12월 18일, EWCF는 Chess.com과의 새로운 다년 파트너십을 발표하며 온라인 체스를 EWC 라인업에 추가했다. 선수들은 두 개의 온라인 투어 이벤트로 구성된 2025 챔피언스 체스 투어를 통해 자격을 획득하여 150만 달러의 상금 중 일부를 차지할 기회를 얻었다. 토너먼트의 남은 자리를 채우기 위해 EWC 기간 동안 오픈 라스트 찬스 예선도 개최된다. 온라인 체스 추가는 또한 망누스 칼센이 팀 리퀴드와, 히카루 나카무라가 팀 팔콘스와, 얀 네폼냐시가 오로라 게이밍과 계약하는 등 여러 유명 체스 인물들이 다양한 조직과 계약하는 계기가 되었다. 칼센은 2024년 12월 18일 EWC의 체스 대사로 발표되었고, 포르투갈 축구 선수 크리스티아누 호날두는 2025년 6월 13일 글로벌 대사로 발표되었다.
2024년 12월 23일, 전술 1인칭 슈팅 게임 크로스파이어가 두 번째 신규 게임으로 발표되었다. 2025년 2월 6일, SNK와의 3년 파트너십의 일환으로 아랑전설: 시티 오브 더 울브스가 추가되었다. SNK의 마츠바라 겐지 CEO는 "이 파트너십은 30년간 전 세계적으로 사랑받아온 아랑전설이 경쟁 게임 아레나로 진입하는 역사적인 이정표가 될 것"이라고 말했다. 2025년 2월 10일, 라이엇 게임즈는 EWCF와의 새로운 3년 파트너십을 발표했다. 이 파트너십의 일환으로 전술 영웅 슈팅 게임 발로란트가 작년 라인업에 포함되었던 리그 오브 레전드 및 전략적 팀 전투와 함께 EWC에 추가되었다.
연간 출시 일정으로 인해 콜 오브 듀티 및 EA 스포츠 FC 시리즈는 해당 프랜차이즈의 최신작인 콜 오브 듀티: 블랙 옵스 6와 EA 스포츠 FC 25로 대표되었다 (EA는 나중에 EA 스포츠 FC 프로 월드 챔피언십이 EWC에서 개최될 것이라고 발표했다). 가레나 프리 파이어와 레인보우 식스 시즈 이벤트는 프리 파이어 및 레인보우 식스 시즈 X로 돌아온다. 2024년 EWC에 등장했던 포트나이트 및 스트리노바 이벤트는 2025년에는 돌아오지 않았다. GeoGuessr는 2025년 5월 15일 E스포츠 월드컵의 일부로 발표되었으며, 스트리노바와 유사하게 클럽 챔피언십에 포함되지 않는다. 그러나 GeoGuessr는 대신 EWC를 활용하여 GeoGuessr 월드컵의 와일드카드 토너먼트를 개최한다. 2025년 5월 22일, GeoGuessr는 사우디아라비아의 인권 기록에 대한 커뮤니티의 비판에 따라 EWC에서 철수한다고 발표했다. 나라카: 블레이드포인트도 5월 15일 E스포츠 월드컵의 일부로 발표되었으며, 스트리노바 및 GeoGuessr와 동일한 지위를 가진다.

## 형식

### 클럽 챔피언십
클럽 챔피언십은 E스포츠 월드컵 내의 크로스 게임 대회이다. 이 챔피언십은 토너먼트 전체에 걸친 다양한 게임에서의 전체 성적에 따라 상위 24개 클럽("조직" 대신 EWC에서 사용되는 용어)에 총 US$27 million을 수여한다. 클럽 챔피언십에 참가하려면 클럽은 최소 두 대회에서 상위 8위 안에 들어야 하며, 챔피언십 타이틀을 획득하려면 클럽은 최소 한 대회에서 1위를 차지해야 한다. 대부분의 게임의 경우 2025년 5월 15일 이전에, 에이펙스 레전드 및 EA 스포츠 FC 25의 경우 2025년 5월 31일 이전에 해당 조직의 일부로 공개적으로 발표된 참가자만이 클럽에 포인트를 적립할 수 있다. 다음은 개별 게임 챔피언십에서의 순위에 따라 부여되는 포인트 내역이다.
| Pos. | 포인트 |   | Pos. | 포인트 |
| 1    | 1000   | 5 | 200  |        |
| 2    | 750    | 6 | 150  |        |
| 3    | 500    | 7 | 100  |        |
| 4    | 300    | 8 | 50   |        |

### 클럽 파트너 프로그램
E스포츠 월드컵 재단의 클럽 파트너 프로그램(이전 클럽 지원 프로그램)은 선정된 E스포츠 조직에 상당한 재정 지원을 제공하기 위해 고안된 이니셔티브이다. 이 프로그램을 통해 선정된 팀은 운영을 개선하고 프로 선수들에게 더 많은 기회를 제공하기 위해 연간 재정 지원을 받았다. 올해는 프로그램이 확대되어 작년 30개 팀보다 10개 더 많은 40개 조직을 포괄하게 되었다.
40개 팀은 유럽, 북미, 아시아, 남미, 중동의 5개 주요 경쟁 지역을 대표하며, 대부분의 팀은 주로 유럽 또는 아시아에 기반을 두고 있다. 2024 클럽 지원 프로그램에 참여했던 TSM, OG 및 블랙리스트 인터내셔널을 포함한 몇몇 팀은 클럽 파트너 프로그램에 참여하지 못했다.
유럽
- 프나틱
- G2 e스포츠
- 젠틀 메이츠
- 히어로익
- 카르민 코프
- MOUZ
- 모비스타 코이
- 나투스 빈체레[b]
- 닌자스 인 파자마스[c]
- 팀 BDS[b]
- 팀 리퀴드[b]
- 팀 시크릿
- 팀 스피릿
- 팀 바이탈리티[b]
- 버투스.프로

북미
- 100 씨브즈
- 클라우드 나인
- 페이즈 클랜[b]
- 게이민 글래디에이터스[b]
- 센티넬스

아시아
- 올 게이머스[d]
- 빌리빌리 게이밍
- 에드워드 게이밍
- 에보스 e스포츠
- Gen.G
- JD 게이밍
- 오닉스 e스포츠
- 리젝트
- 렉스 레검 퀘온
- S8UL e스포츠
- T1[b]
- 웨이보 게이밍
- 울브스 e스포츠
- 제타 디비전

남미
- 푸리아
- 레비아탄 (e스포츠)
- 라우드

중동
- POWR e스포츠
- 팀 팔콘스[b]
- 트위스티드 마인즈

## 일정
일정은 2025년 4월 15일에 공개되었다(나라카: 블레이드포인트는 5월 15일에 추가되었다). 25개 E스포츠의 26개 종목이 7주 동안 진행될 예정이며, 이는 작년 8주에서 단축된 일정이다.
| ● | 경기일 |

| 에이펙스 레전드               | 에이펙스 레전드               |   |   | ● | ● | ● | ● |  |   |   |   |   |   |   |  |   |   |   |   |   |   |  |   |   |   |   |   |   |  |  |  |   |   |   |   |   |   |   |   |   |   |   |  |   |   |   |   |   |   |
| 콜 오브 듀티: 블랙 옵스 6     | 콜 오브 듀티: 블랙 옵스 6     |   |   |   |   |   |   |  |   |   |   |   |   |   |  |   |   | ● | ● | ● | ● |  |   |   |   |   |   |   |  |  |  |   |   |   |   |   |   |   |   |   |   |   |  |   |   |   |   |   |   |
| 콜 오브 듀티: 워존            | 콜 오브 듀티: 워존            |   |   |   |   |   |   |  |   |   |   |   |   |   |  |   |   |   |   |   |   |  |   |   |   |   |   |   |  |  |  | ● | ● | ● |   |   |   |   |   |   |   |   |  |   |   |   |   |   |   |
| 온라인 체스                   | 온라인 체스                   |   |   |   |   |   |   |  |   |   |   |   |   |   |  |   |   |   |   |   |   |  | ● | ● | ● | ● |   |   |  |  |  |   |   |   |   |   |   |   |   |   |   |   |  |   |   |   |   |   |   |
| 카운터-스트라이크 2           | 카운터-스트라이크 2           |   |   |   |   |   |   |  |   |   |   |   |   |   |  |   |   |   |   |   |   |  |   |   |   |   |   |   |  |  |  |   |   |   |   |   |   |   |   |   |   |   |  |   |   | ● | ● | ● | ● |
| 크로스파이어                  | 크로스파이어                  |   |   |   |   |   |   |  |   |   |   |   |   |   |  |   |   |   |   |   |   |  |   |   |   |   |   |   |  |  |  |   |   |   |   |   |   |   |   |   |   |   |  | ● | ● | ● | ● | ● |   |
| 도타 2                        | 도타 2                        |   |   |   |   |   |   |  |   |   | ● | ● | ● |   |  |   |   |   |   |   |   |  |   |   |   |   |   |   |  |  |  |   |   |   |   |   |   |   |   |   |   |   |  |   |   |   |   |   |   |
| EA 스포츠 FC 25               | EA 스포츠 FC 25               |   |   |   |   |   |   |  |   |   |   |   |   |   |  |   |   |   |   |   |   |  |   |   |   |   |   |   |  |  |  | ● | ● | ● | ● |   |   |   |   |   |   |   |  |   |   |   |   |   |   |
| 아랑전설: 시티 오브 더 울브스 | 아랑전설: 시티 오브 더 울브스 |   |   | ● | ● | ● |   |  |   |   |   |   |   |   |  |   |   |   |   |   |   |  |   |   |   |   |   |   |  |  |  |   |   |   |   |   |   |   |   |   |   |   |  |   |   |   |   |   |   |
| 프리 파이어                   | 프리 파이어                   |   |   |   |   |   |   |  |   |   | ● | ● | ● | ● |  |   |   |   |   |   |   |  |   |   |   |   |   |   |  |  |  |   |   |   |   |   |   |   |   |   |   |   |  |   |   |   |   |   |   |
| 왕자영요                      | 왕자영요                      |   |   |   |   |   |   |  |   |   |   |   |   |   |  |   |   | ● | ● | ● |   |  |   |   |   |   |   |   |  |  |  |   |   |   |   |   |   |   |   |   |   |   |  |   |   |   |   |   |   |
| 리그 오브 레전드              | 리그 오브 레전드              |   |   |   |   |   |   |  |   |   | ● | ● | ● | ● |  |   |   |   |   |   |   |  |   |   |   |   |   |   |  |  |  |   |   |   |   |   |   |   |   |   |   |   |  |   |   |   |   |   |   |
| 모바일 레전드: 뱅뱅           | 남자부                        |   |   |   |   |   |   |  |   |   |   |   |   |   |  |   |   |   |   |   |   |  |   |   | ● | ● | ● |   |  |  |  |   |   |   |   |   |   |   |   |   |   |   |  |   |   |   |   |   |   |
| 모바일 레전드: 뱅뱅           | 여자부                        |   |   |   |   |   |   |  | ● | ● | ● | ● | ● |   |  |   |   |   |   |   |   |  |   |   |   |   |   |   |  |  |  |   |   |   |   |   |   |   |   |   |   |   |  |   |   |   |   |   |   |
| 나라카: 블레이드포인트        | 나라카: 블레이드포인트        |   |   |   |   |   |   |  |   |   |   |   |   |   |  |   |   |   |   |   |   |  |   |   |   |   |   |   |  |  |  |   |   |   |   |   |   |   |   |   |   |   |  |   |   |   | ● | ● |   |
| 오버워치 2                    | 오버워치 2                    |   |   |   |   |   |   |  |   |   |   |   |   |   |  |   |   |   |   |   |   |  |   |   | ● | ● | ● | ● |  |  |  |   |   |   |   |   |   |   |   |   |   |   |  |   |   |   |   |   |   |
| 배틀그라운드                  | 배틀그라운드                  |   |   |   |   |   |   |  |   |   |   |   |   |   |  |   |   |   |   |   |   |  |   |   |   |   |   |   |  |  |  |   |   |   |   |   |   |   | ● | ● | ● |   |  |   |   |   |   |   |   |
| 배틀그라운드 모바일           | 배틀그라운드 모바일           |   |   |   |   |   |   |  |   |   |   |   |   |   |  |   |   |   | ● | ● | ● |  | ● | ● |   | ● | ● | ● |  |  |  |   |   |   |   |   |   |   |   |   |   |   |  |   |   |   |   |   |   |
| 레인보우 식스 시즈            | 레인보우 식스 시즈            |   |   |   |   |   |   |  |   |   |   |   |   |   |  |   |   |   |   |   |   |  |   |   |   |   |   |   |  |  |  | ● | ● | ● |   |   |   |   |   |   |   |   |  |   |   |   |   |   |   |
| 렌스포츠                      | 렌스포츠                      | ● | ● | ● | ● |   |   |  |   |   |   |   |   |   |  |   |   |   |   |   |   |  |   |   |   |   |   |   |  |  |  |   |   |   |   |   |   |   |   |   |   |   |  |   |   |   |   |   |   |
| 로켓 리그                     | 로켓 리그                     |   |   |   |   |   |   |  |   |   |   |   |   |   |  |   |   |   |   |   |   |  |   |   |   |   |   |   |  |  |  |   |   |   |   |   |   |   | ● | ● | ● | ● |  |   |   |   |   |   |   |
| 스타크래프트 II               | 스타크래프트 II               |   |   |   |   |   |   |  |   |   |   |   |   |   |  | ● | ● | ● | ● |   |   |  |   |   |   |   |   |   |  |  |  |   |   |   |   |   |   |   |   |   |   |   |  |   |   |   |   |   |   |
| 스트리트 파이터 6             | 스트리트 파이터 6             |   |   |   |   |   |   |  |   |   |   |   |   |   |  |   |   |   |   |   |   |  |   |   |   |   |   |   |  |  |  |   |   |   |   |   |   |   |   |   |   |   |  |   |   | ● | ● | ● |   |
| 전략적 팀 전투                | 전략적 팀 전투                |   |   |   |   |   |   |  |   |   |   |   |   |   |  |   |   |   |   |   |   |  |   |   |   |   |   |   |  |  |  |   |   |   |   | ● | ● | ● | ● | ● |   |   |  |   |   |   |   |   |   |
| 철권 8                        | 철권 8                        |   |   |   |   |   |   |  |   |   |   |   |   |   |  |   |   |   |   |   |   |  |   |   |   |   |   |   |  |  |  |   |   |   |   |   |   |   | ● | ● | ● |   |  |   |   |   |   |   |   |
| 발로란트                      | 발로란트                      | ● | ● | ● | ● | ● | ● |  |   |   |   |   |   |   |  |   |   |   |   |   |   |  |   |   |   |   |   |   |  |  |  |   |   |   |   |   |   |   |   |   |   |   |  |   |   |   |   |   |   |

## 결과

### 이벤트 우승자
| 종목                                 | 금                                                                                    | 은                                                                         | 동                                                                |
| ------------------------------------ | ------------------------------------------------------------------------------------- | -------------------------------------------------------------------------- | ----------------------------------------------------------------- |
| 에이펙스 레전드 자세히               | VK 게이밍 카스사 QQ LqDuD                                                             | ROC e스포츠 백슬론 디즈 소서러                                             | 닌자스 인 파자마스 베인 쿠레브 맥러빈                             |
| 콜 오브 듀티: 블랙 옵스 6 자세히     | 옵틱 게이밍 대시 휴크 머큘러스 샷지                                                   | 밴쿠버 서지 04 아부자 넵튠 내스티                                          | 모비스타 코이 아베 클린엑스 인사이트 조디시브스                   |
| 콜 오브 듀티: 워존 자세히            |                                                                                       |                                                                            |                                                                   |
| 체스 자세히                          |                                                                                       |                                                                            |                                                                   |
| 크로스파이어 자세히                  |                                                                                       |                                                                            |                                                                   |
| 카운터-스트라이크 2 자세히           |                                                                                       |                                                                            |                                                                   |
| 도타 2 자세히                        | 팀 스피릿 야토로 라를 콜랩스 루 미포시카                                              | 팀 팔콘스 스키터 말린 ATF 크리트- 스네이킹                                 | 파리비전 사타닉 노[o]원- DM 9클래스 두칼리스                      |
| EA 스포츠 FC 25 자세히               |                                                                                       |                                                                            |                                                                   |
| 아랑전설: 시티 오브 더 울브스 자세히 | GO1 (데토네이션 게이밍)                                                               | 샤오하이 (콰이쇼우 게이밍)                                                 | 다크엔젤 (나투스 빈체레)                                          |
| 프리 파이어 자세히                   | 에보스 e스포츠 라샤 에임갓 레이 코실                                                  | 렉스 레검 퀘온 더츠 아바이 18디어 마알                                     | 팀 바이탈리티 점프 쿠거 젠1스 돈                                  |
| 왕자영요 자세히                      | AG.AL 란 조이 성 이눠 슈아이                                                          | 썬더톡 글로벌 칭 선라이즈 크레인 스노위 조이                               | 노바 e스포츠 쉬안 사이 웬디 무치 웨이핏                           |
| 리그 오브 레전드 자세히              | Gen.G 기인 캐니언 쵸비 룰러 두로                                                      | AG.AL 플랑드르 타잔 샹크스 호프 카엘                                       | T1 도란 오너 페이커 구마유시 케리아                               |
| 모바일 레전드: 뱅뱅 – 남자부 자세히  |                                                                                       |                                                                            |                                                                   |
| 모바일 레전드: 뱅뱅 – 여자부 자세히  | 팀 바이탈리티 푸미 비발 시니 첼 비비안                                                | 게이민 글래디에이터스 아리아 니콜레트 사요리 판다 애슐리                   | 테러 퀸즈 흘라잉 룰리 루나린 CKOSHIII 쿠                          |
| 나라카: 블레이드포인트 자세히        |                                                                                       |                                                                            |                                                                   |
|                                      |                                                                                       |                                                                            |                                                                   |
| 오버워치 2 자세히                    |                                                                                       |                                                                            |                                                                   |
| 배틀그라운드 자세히                  |                                                                                       |                                                                            |                                                                   |
| PUBG 모바일 자세히                   |                                                                                       |                                                                            |                                                                   |
| 레인보우 식스 시즈 X 자세히          |                                                                                       |                                                                            |                                                                   |
| 렌스포츠 자세히                      | BMW M 팀 레드라인 레드 불 심 레이싱 루크 베넷 제프리 리트벨트 세바스티안 잡 케빈 시기 | 버투스.프로 케빈 엘리스 주니어 데어 맥코맥 보이테크 피알라 미하일 스탯센코 | 팀 바이탈리티 티보 카조봉 마르셀 신칙 에르한 야요프스키 이리 토만 |
| 로켓 리그 자세히                     |                                                                                       |                                                                            |                                                                   |
| 스타크래프트 II 자세히               | 세랄 (바실리스크)                                                                     | Classic (gamer) (버투스.프로)                                              | Cure (gamer) (팀 리퀴드)                                          |
| 스트리트 파이터 6 자세히             |                                                                                       |                                                                            |                                                                   |
| 전략적 팀 전투 자세히                |                                                                                       |                                                                            |                                                                   |
| 철권 8 자세히                        |                                                                                       |                                                                            |                                                                   |
| 발로란트 자세히                      | 팀 헤레틱스 부 벤지피시 미니부 리엔스 우트                                            | 프나틱 부스터 알파제르 크로니클 카아약 크래시스                            | Gen.G 텍스처 카론 먼치킨 애쉬 폭시나인                            |

## 상금 풀
2025 E스포츠 월드컵은 7천150만 달러의 상금 풀을 가질 예정이며, 이는 작년 6천250만 달러를 넘어 E스포츠 역사상 가장 큰 통합 상금 풀이다. 작년과 마찬가지로 상금은 클럽 챔피언십, 개별 게임 챔피언십, 예선, MVP 상의 네 가지 범주로 나뉘어 지급된다. 클럽 챔피언십은 전체 성적에 따라 상위 16개 팀에 2천700만 달러를 수여하며, 24개 게임 챔피언십 각각은 총 3천800만 달러의 상금 풀을 갖는다. 팀은 예선 이벤트 동안 총 5백만 달러를 벌게 되며, MVP 상에는 50만 달러가 할당된다.
| 범주          | 상금        |
| ------------- | ----------- |
| 클럽 챔피언십 | $27,000,000 |
| 게임 챔피언십 | $38,000,000 |
| 예선          | $6,000,000  |
| MVP 상        | $500,000    |

| Pos. | 팀 | 상금       |    | Pos. | 팀       | 상금 |
| 1    |    | $7,000,000 | 13 |      | $400,000 |      |
| 2    |    | $4,000,000 | 14 |      | $350,000 |      |
| 3    |    | $3,000,000 | 15 |      | $325,000 |      |
| 4    |    | $2,500,000 | 16 |      | $300,000 |      |
| 5    |    | $2,000,000 | 17 |      | $275,000 |      |
| 6    |    | $1,500,000 | 18 |      | $250,000 |      |
| 7    |    | $1,000,000 | 19 |      | $225,000 |      |
| 8    |    | $850,000   | 20 |      | $200,000 |      |
| 9    |    | $700,000   | 21 |      | $175,000 |      |
| 10   |    | $600,000   | 22 |      | $150,000 |      |
| 11   |    | $525,000   | 23 |      | $125,000 |      |
| 12   |    | $450,000   | 24 |      | $100,000 |      |

## 반응
E스포츠 월드컵은 스포츠 워싱을 사용하여 사우디아라비아의 인권 기록을 덮으려 한다는 비판을 계속 받고 있다. 새로운 파트너십의 일환으로 라이엇 게임즈는 "이런 방식으로 EWC와 협력하기로 한 우리의 결정에 대해 일부는 좋지 않게 생각할 수 있으며, 우리는 이를 존중한다"고 인정했다.
2025년 3월, 프로 스트리트 파이터 6 선수인 크리스토퍼 "ChrisCCH" 핸콕은 SFL 월드 챔피언십에 참가하여 소급적으로 스트리트 파이터 6 토너먼트 자격을 얻은 후 E스포츠 월드컵 참가를 거부했다. 그는 EWC가 사우디아라비아의 자금으로 운영되고 관리되는 방식과 캡콤 프로 투어와 EWC의 통합으로 인해 EWC 예선에 참가하지 않는 것이 해당 종목에서 은퇴하는 것과 같다고 언급했다. 핸콕은 과거에도 Gamers8 및 EWC 토너먼트 참가를 거부한 바 있다.
2025년 6월, 팀 오키드를 대표하는 프로 에이펙스 레전드 선수인 햄비노는 E스포츠 월드컵에 참가하지 않을 것이라고 발표하며, "성소수자 살인을 허용하는 법률이 있는 나라에서 플레이하는 것이 불편하다"고 언급했다. 햄비노의 자리를 대신할 대체 선수가 선정되었으며, 그들은 햄비노와 모든 토너먼트 수입을 공유하기로 동의했다. 햄비노는 자신의 수입 중 일부를 커뮤니티의 성소수자 회원들을 지원하는 데 기부할 것이라고 밝혔다.

## 내용주
1. ↑  동점 처리기가 없는 이벤트의 경우, 3–4위는 500점, 5–8위는 200점을 받는다.
2. 1 2 3 4 5 6 7 8  팀은 2024 클럽 챔피언십 상위 8개 클럽 중 하나로 클럽 파트너 프로그램에 참가 자격을 얻었다.
3. ↑  클럽 챔피언십 목적상, 닌자스 인 파자마스는 "NIP.Estar"로 알려져 있는데, 이는 NIP 그룹이 중국 조직 에스타르 프로도 소유하고 있기 때문이다.
4. ↑  클럽 챔피언십 목적상, 올 게이머스는 "AG.AL e스포츠 인터내셔널"(또는 AG.AL)로 알려져 있는데, 이는 해당 조직이 올 게이머스(중국 기반), 올 게이머스 글로벌(중국 외 선수용) 및 애니원스 레전드(올 게이머스의 리그 오브 레전드 부서)를 포함하고 있기 때문이다.
5. ↑  에이펙스 레전드 글로벌 시리즈의 일부인 ALGS 5년차 미드 시즌 플레이오프로 알려져 있다.
6. ↑  옵틱 게이밍은 콜 오브 듀티 리그의 옵틱 텍사스를 대표했다.
7. ↑  모비스타 코이는 콜 오브 듀티 리그의 토론토 울트라를 대표했다.
8. ↑  2025 챔피언스 체스 투어의 투어 파이널을 대신한다.
9. ↑  2025년 크로스파이어 스타스 서머 챔피언십을 대신한다.
10. ↑  이전 Gamers8(EWC의 전신) 및 E스포츠 월드컵 이전 대회에서 리야드 마스터즈로 알려져 있었다. 이 토너먼트는 ESL 프로 투어 2025의 투어 파이널을 대신한다.
11. ↑  FC 프로 월드 챔피언십 2025로 알려져 있다.
12. ↑  토너먼트는 프리 파이어 월드 시리즈의 일부이다.
13. ↑  E스포츠 월드컵은 클럽 챔피언십을 위해 클럽의 모든 디비전이 통일된 브랜딩을 가져야 하므로, EVOS 디바인은 토너먼트 동안 EVOS e스포츠로 경쟁했다.
14. ↑  E스포츠 월드컵은 클럽 챔피언십을 위해 클럽의 모든 디비전이 통일된 브랜딩을 가져야 하므로, RRQ 카주는 토너먼트 동안 렉스 레검 퀘온으로 경쟁했다.
15. ↑  E스포츠 월드컵은 클럽 챔피언십을 위해 클럽의 모든 디비전이 통일된 브랜딩을 가져야 하므로, 바이탈리티의 비게트론은 토너먼트 동안 팀 바이탈리티로 경쟁했다.
16. ↑  2025년 왕자영요 월드컵으로 알려져 있다.
17. ↑  E스포츠 월드컵은 클럽 챔피언십을 위해 클럽의 모든 디비전이 통일된 브랜딩을 가져야 하므로, AG 슈퍼 플레이는 중국 조직 올 게이머스의 일부이므로 토너먼트 동안 AG.AL로 경쟁했다.
18. ↑  E스포츠 월드컵은 클럽 챔피언십을 위해 클럽의 모든 디비전이 통일된 브랜딩을 가져야 하므로, 탤런트 게이밍은 중국 조직 썬더톡 게이밍의 일부이므로 토너먼트 동안 썬더톡 글로벌로 경쟁했다.
19. 1 2 3  이 이벤트는 라이엇 게임즈에서 후원, 승인 또는 관리하지 않지만, 개발자에 의해 공식적으로 승인된 토너먼트이다.
20. ↑  E스포츠 월드컵은 클럽 챔피언십을 위해 클럽의 모든 디비전이 통일된 브랜딩을 가져야 하므로, 애니원스 레전드는 중국 조직 올 게이머스의 일부이므로 토너먼트 동안 AG.AL로 경쟁했다.
21. ↑  MLBB 미드 시즌 컵 2025로 알려져 있다.
22. ↑  MLBB 위민스 인비테이셔널 2025로 알려져 있다.
23. ↑  나라카: 블레이드포인트 미드 시즌 챔피언십 2025로 알려져 있다. 토너먼트 결과는 E스포츠 월드컵 클럽 챔피언십에 포함되지 않는다. 상위 결과는 솔로 토너먼트, 하위 결과는 트리오 토너먼트이다.
24. ↑  오버워치 챔피언스 시리즈의 일부인 OWCS 미드 시즌 챔피언십 2025로 알려져 있다.
25. ↑  토너먼트는 PUBG 글로벌 챔피언십의 일부이다.
26. ↑  PUBG 모바일 글로벌 챔피언십의 일부인 PUBG 모바일 월드컵 2025로 알려져 있다.
27. ↑  토너먼트는 렌스포츠 R1 서킷의 일부이다.
28. ↑  이 이벤트는 사이오닉스에서 후원, 승인 또는 관리하지 않으며, E스포츠 월드컵: 로켓 리그 피처링으로 알려져 있다.
29. ↑  토너먼트는 캡콤 프로 투어의 일부이다.
30. ↑  토너먼트는 기존의 1v1 경쟁 형식 대신 4인 팀을 활용한다.